# زمین‌لرزه ۱۹۶۶ هندوستان
زمین‌لرزه هندوستان در تاریخ ۱۵ اوت ۱۹۶۶ میلادی، برابر با ‎۲۴ مرداد ۱۳۴۵، ساعت ۲:۱۵:۳۲ به زمان یوتی‌سی در هندوستان رخ داد. ژرفای این زلزله ۲۵ کیلومتر و بزرگی آن ۵٫۶ در مقیاس mb اعلام شده است. زمین‌لرزه به وقت محلی در روز دوشنبه، ساعت ۷٫۵ روی داده و منطقه زمانی آن یوتی‌سی +۵٫۵ بوده است.
سازمان زمین‌شناسی آمریکا نیز جای این زمین‌لرزه را در مختصات ۲۸°۴۲′شمالی ۷۸°۵۴′شرقی / ۲۸٫۷°شمالی ۷۸٫۹°شرقی و بزرگی آنرا برابر با ۵٫۶ در مقیاس ریشتر اعلام کرده است. ژرفای گزارش شده از سوی این سازمان ۵۳ کیلومتر می‌باشد.
شمار کشتگان زلزله حدود ۱۵ نفر و تعداد زخمیان ۲۴ نفر برآورده شده است.